# Nako Yabuki
Nako Yabuki (jap. 矢吹 奈子 Yabuki Nako; ur. 18 czerwca 2001 w Tokio) – japońska aktorka oraz modelka, w przeszłości członkini idolek HKT48 i globalnej japońsko-koreańskiej grupy IZ*ONE. Należała również do Teamu B AKB48, a także występowała jako aktorka dziecięca.

## Życiorys
Yabuki urodziła się 18 czerwca 2001 roku w Tokio. Od samego początku była związana z show-biznesem, początkowo jako dziecięca aktorka, później, mając 12 lat, stała się idolką. W sierpniu 2013 roku pomyślnie przeszła casting do trzeciej generacji HKT48 i rozpoczęła działalność jako członkini Teamu H w kwietniu następnego roku. W ciągu zaledwie czterech miesięcy została wybrana do głównej roli w piosence promującej singel AKB48, co dało jej miejsce wśród najpopularniejszych idolek.
W 2018 roku, jako 17-latka, uczestniczyła we wspólnym projekcie japońsko-koreańskim Produce 48 i zadebiutowała jako członkini ograniczonej czasowo grupy IZ*ONE. Ich debiutancki minialbum wspiął się na szczyt list sprzedaży w 10 krajach, a w trakcie dwuipółletniej aktywności zdobyły sporo nagród w Japonii i Korei Południowej.
W maju 2021 roku po raz pierwszy od dwóch lat i pięciu miesięcy powróciła do działalności jako członkini HKT48. Zaczęła także karierę aktorską, pojawiając się w dramach. W kwietniu 2023 roku zakończyła działalność w HKT48 podczas uroczystego koncertu. Po dekadzie bycia idolką zrezygnowała z tego na rzecz aktorstwa. Otrzymując kilka głównych ról w dramach, obecnie koncentruje się głównie na aktorstwie, choć pojawia się też w programach rozrywkowych.

## Filmografia

### Dramy
| Rok  | Tytuł                                                                                         | Rola                   | Stacja telewizyjna | Uwagi                     |
| ---- | --------------------------------------------------------------------------------------------- | ---------------------- | ------------------ | ------------------------- |
| 2009 | Tantei Samonji Susumu 13: Samonji ga Satsujin-han!? (探偵 左文字進13 左文字が殺人犯!?)        | Kayo Shimoda (Dziecko) | TBS                |                           |
| 2015 | Love Stories From Fukuoka 10 (福岡恋愛白書10 〜十回目の鈴が鳴るとき〜)                        | Wakana Kizaki (Młoda)  | TV Asahi           |                           |
| 2015 | Majisuka Gakuen 0: Kisarazu Rantouhen (マジすか学園0 木更津乱闘編)                            | Namaiki                | NTV                |                           |
| 2021 | Mr. Good-looking (顔だけ先生)                                                                 | Aika Sanjo             | Fuji TV, Tokai TV  |                           |
| 2022 | Kasouken no Onna (科捜研の女)                                                                 | Misato Fukawa          | TV Asahi           | Sezon 22, odc. 4          |
| 2022 | Convenience Store Heroes (コンビニ★ヒーローズ)                                                | Mizuki Shimamura       | BS Fuji, Kansai TV | Odc. 1                    |
| 2023 | Numaru. Minato-ku Joshikosei (沼る。港区女子高生)                                             | Kotona Yuzuki          | NTV                |                           |
| 2023 | The Neighbor of Healing Has a Secret (癒やしのお隣さんには秘密がある)                         | Manami Tanabe          | NTV                |                           |
| 2023 | Iyashi no Otonari-san ni wa Himitsu ga Aru Spinoff (癒やしのお隣さんには秘密があるスピンオフ) | Manami Tanabe          | TVer               | Odc. 2                    |
| 2023 | The Princess Bodyguard’s Love (18歳、新妻、不倫します。)                                      | Meika Sanjo            | TV Asahi           | Główna rola               |
| 2023 | An Encouragement of Love (恋愛のすゝめ)                                                       | Hanako Takada          | TBS                |                           |
| 2024 | Subarashiki Kana, Kokosei! (素晴らしき哉、高校生！)                                           | Moeko Kira             | TVer               | Główna rola, odc. 3-4 i 6 |
| 2024 | Subarashiki Kana, Sensei! (素晴らしき哉、先生！)                                              | Moeko Kira             | TV Asahi           |                           |
| 2025 | Mr.Mikami's Classroom (御上先生)                                                              | Nao Hareyama           | TBS                |                           |
| 2025 | Mikami Sensei ni wa Naisho. (御上先生には内緒。)                                              | Nao Hareyama           | TVer               | Główna rola, odc. 3       |

### Filmy
| Rok  | Tytuł                                                                   | Rola                     | Uwagi                          |
| ---- | ----------------------------------------------------------------------- | ------------------------ | ------------------------------ |
| 2005 | Touch (タッチ)                                                          | Minami Asakura (Dziecko) |                                |
| 2013 | Gatchaman (ガッチャマン)                                                | Córka profesora Nanbu    |                                |
| 2016 | Documentary of HKT48 (Documentary of HKT48: 尾崎支配人が泣いた夜)       | Nako Yabuki              | Główna rola, we własnej osobie |
| 2016 | Raison D'etre: Documentary of AKB48 (存在する理由 Documentary of AKB48) | Nako Yabuki              | We własnej osobie              |
| 2022 | Barber Mukoda (向田理髪店)                                              | Shizuku Ohara            |                                |
| 2025 | Kimi ga Tokubetsu (君がトクベツ)                                        | Emika Nanase             |                                |